# السيلة (ناطع)

تعديل مصدري - تعديل

السيلة هي إحدى قرى عزلة وحلان بمديرية ناطع التابعة لمحافظة البيضاء، بلغ تعداد سكانها 126 نسمة حسب تعداد اليمن لعام 2004.